# Johann Dangl
Johann Dangl (* 6. Jänner 1870 in Ornding bei Pöchlarn; † 27. Jänner 1944 in Melk) war ein österreichischer Politiker (CSP) und Landwirt. Dangl war von 1920 bis 1932 Abgeordneter zum Landtag von Niederösterreich.

## Leben
Dangl besuchte die Volksschule und übernahm 1889 eine Landwirtschaft in Grub.

## Politik
Er wirkte in der Lokalpolitik zunächst als Vizebürgermeister und hatte in der Folge das Amt des Bürgermeisters von Inning inne, das er nach der Machtübernahme der Nationalsozialisten 1938 verlor. Bereits am 30. November 1920 war Dangl als Abgeordneter zum Niederösterreichischen Landtag angelobt worden. Er gehörte während der Trennungsphase Wiens von Niederösterreich zwischen dem 30. November 1920 und dem 11. Mai 1921 der Kurie Niederösterreich-Land an und vertrat die Christlichsoziale Partei bis zum 20. Mai 1932 im Niederösterreichischen Landtag.